# Patrick Swayze

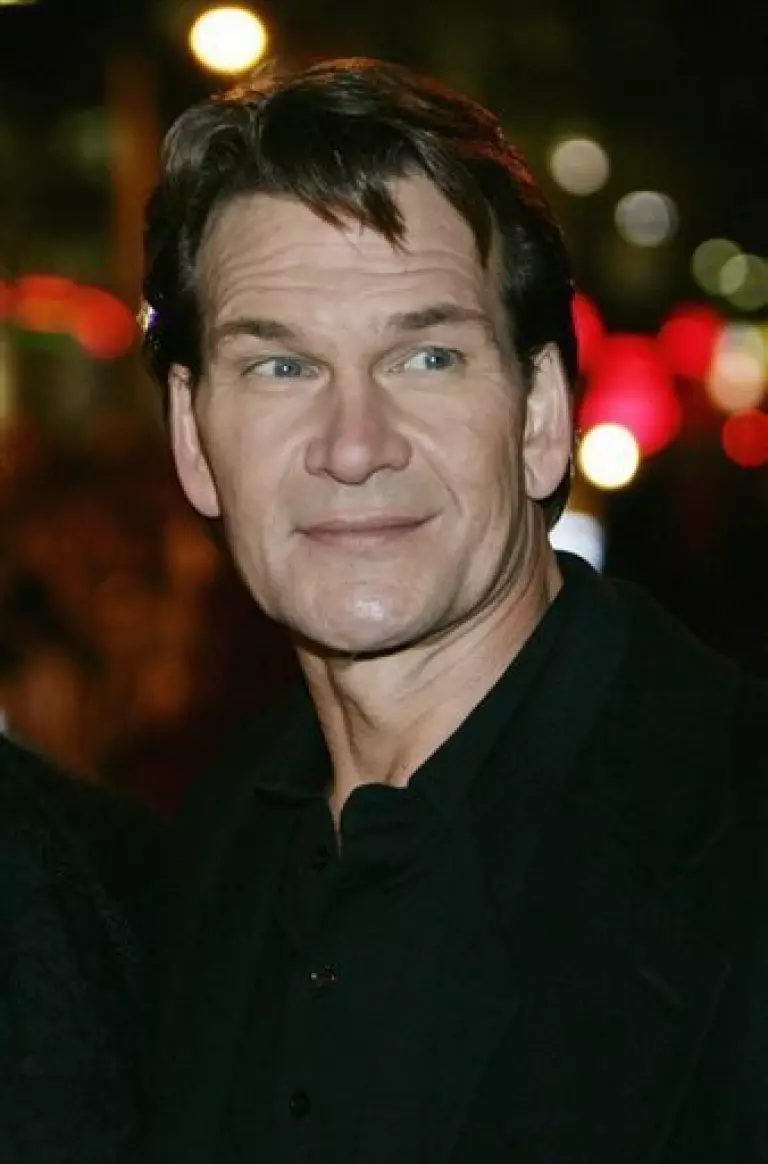
Patrick Swayze (2005)

Patrick Wayne Swayze (* 18. August 1952 in Houston, Texas; † 14. September 2009 in Los Angeles, Kalifornien) war ein US-amerikanischer Schauspieler, Sänger und Tänzer.

## Leben

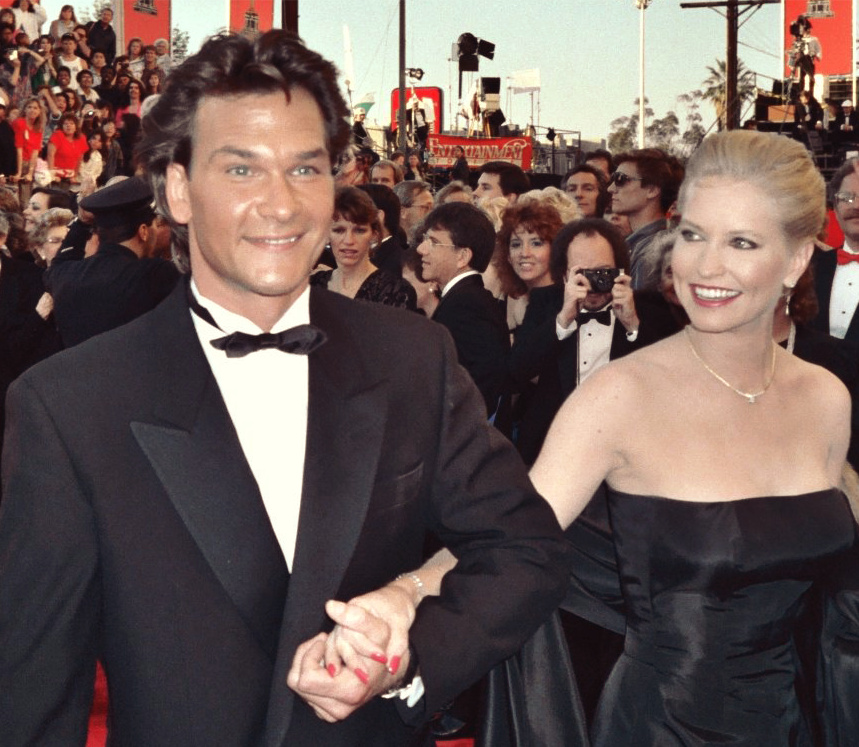
Patrick Swayze mit seiner Ehefrau Lisa Niemi bei der Oscarverleihung 1989

Patrick Swayzes Mutter, die Ballett-Trainerin Patsy (1927–2013), war in Hollywood eine gefragte Choreografin. Sie arbeitete z. B. für die Filme Urban Cowboy, Thelma & Louise und One Last Dance (2003). Sein Vater Jesse Wayne (1925–1982) war technischer Zeichner und starb nach einem Herzinfarkt. Swayze hatte neben dem Schauspieler Don einen weiteren Bruder sowie eine Schwester, die 1994 starb. Eine weitere adoptierte Schwester ist in One Last Dance zu sehen.
Swayze trainierte schon im Kindesalter das Tanzen. In seiner High-School-Zeit war er als Runningback in einer Football-Mannschaft aktiv. Eine schwere Knieverletzung zwang ihn, mit dem Football-Spielen aufzuhören. Nach zwei Jahren am San Jacinto College zog Swayze nach New York City und absolvierte eine Ausbildung zum Ballett-Tänzer an der Joffrey and Harkness Ballet-Schule. Eine Zeit lang gehörte er dem Eliot-Feld-Ballett an.
Fortschreitende Verschleißerscheinungen im verletzten Knie veranlassten ihn dazu, sich verstärkt dem Filmbusiness zuzuwenden. Ab 1979 spielte er Haupt- und Nebenrollen in Film- und Fernsehproduktionen wie der Fernsehserie The Renegades und dem Spielfilm The Outsiders (beide 1983). Einem größeren Publikum wurde er 1984 in dem Actionfilm Die rote Flut von John Milius bekannt. Ein weltweiter Erfolg wurde die Literaturverfilmung Fackeln im Sturm nach den Romanen Die Erben Kains und Liebe und Krieg des Schriftstellers John Jakes. In der zwölfteiligen Miniserie spielte Swayze den Plantagenbesitzer Orry Main, eine der beiden Hauptrollen neben dem von James Read verkörperten George Hazard. Mit James Read verband Swayze eine enge Freundschaft.
1987 folgte der Film Dirty Dancing, der ihm eine Golden-Globe-Nominierung einbrachte. Vor seiner Hauptrolle in dem äußerst erfolgreichen Tanzfilm hatten nur wenige Fans gewusst, dass Swayze ein ausgezeichneter Tänzer war. Neben seiner Tätigkeit als Schauspieler arbeitete er für den Film auch als Sänger. Für den Soundtrack zum Film steuerte er den Titel She’s Like the Wind bei, der sich weltweit in den Charts platzieren konnte.

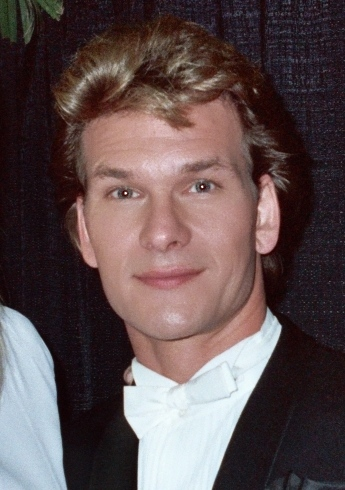
Patrick Swayze bei den Grammy Awards 1990

Für seine Darstellung des Sam Wheat an der Seite von Whoopi Goldberg und Demi Moore in Jerry Zuckers Tragikomödie Ghost – Nachricht von Sam erhielt Swayze 1990 seine zweite Golden-Globe-Nominierung als bester Darsteller. Der Surferkrimi Gefährliche Brandung der Regisseurin Kathryn Bigelow mit Swayze als Gegenspieler von Keanu Reeves aus dem Jahr 1991 wurde ebenfalls ein weltweiter Kinoerfolg. Eine weitere Golden-Globe-Nominierung brachte ihm die Rolle einer Dragqueen im Film To Wong Foo, thanks for Everything, Julie Newmar im Jahr 1995 ein.
Nach dem Tod seines Vaters 1982 hatte Swayze mit Alkoholproblemen zu kämpfen. Nachdem seine Schwester 1994 Suizid begangen hatte, entschloss er sich zu einem Entzug. Nach dreijähriger Pause vom Filmgeschäft kehrte Swayze 1998 in Black Dog als Trucker Jack Crews auf die Leinwand zurück. Danach war er meist nur noch in Nebenrollen und Independentproduktionen wie Donnie Darko (2001), Waking Up in Reno (2002) und 11:14 (2003) zu sehen.
Im Januar 2008 wurde bei Swayze Bauchspeicheldrüsenkrebs diagnostiziert, kurz nachdem er die Hauptrolle in der Fernsehserie The Beast übernommen hatte. Im September 2009 erlag er im Alter von 57 Jahren den Folgen seiner Erkrankung.
Swayze war ab Juni 1975 mit der Schauspielerin Lisa Niemi verheiratet, mit der er zuletzt auf einer Ranch in New Mexico gelebt hatte.

## Synchronsprecher
Patrick Swayze hatte im deutschsprachigen Raum keinen Standardsprecher und wurde unter anderem von Joachim Tennstedt, Benjamin Völz, Hans-Jürgen Dittberner, Charles Rettinghaus, Ronald Nitschke und Lutz Mackensy synchronisiert. Besonders hervorzuheben sind dabei allerdings Wolfgang Müller und Manuel Vaessen, die Swayze im Laufe seiner Karriere beide mehrmals ihre Stimme liehen.

## Filmografie (Auswahl)
- 1979: Skatetown, U.S.A.
- 1980: So ein Team gibt’s nicht noch einmal (The Comeback Kid)
- 1981: M*A*S*H (Fernsehserie, Folge 9x18)
- 1983: Fäuste, Gangs und heiße Öfen (The Renegades, Fernsehserie, sechs Folgen)
- 1983: Die Outsider (The Outsiders)
- 1983: Staying Alive (als Tänzer)
- 1983: Die verwegenen Sieben (Uncommon Valor)
- 1984: Die rote Flut (Red Dawn)
- 1984: Speedway Trio (Grandview, U.S.A.)
- 1985–1986: Fackeln im Sturm (North and South, Fernsehreihe, zwölf Teile)
- 1986: Bodycheck (Youngblood)
- 1986: Unglaubliche Geschichten (Amazing Stories, Fernsehserie, Folge 2x07)
- 1987: Dirty Dancing
- 1987: Steel Dawn – Die Fährte des Siegers (Steel Dawn)
- 1988: Dirty Tiger (Tiger Warsaw)
- 1989: Road House
- 1989: Ruf nach Vergeltung (Next of Kin)
- 1990: Ghost – Nachricht von Sam (Ghost)
- 1991: Gefährliche Brandung (Point Break)
- 1992: Stadt der Freude (City of Joy)
- 1993: Der Kidnapper (Father Hood)
- 1995: To Wong Foo, thanks for Everything, Julie Newmar
- 1995: Pecos Bill – Ein unglaubliches Abenteuer im Wilden Westen (Tall Tale)
- 1995: Das Geheimnis der drei Wünsche (Three Wishes)
- 1998: Letters from a Killer
- 1998: Black Dog
- 2000: Along for the Ride (Forever Lulu)
- 2001: Donnie Darko
- 2002: The Green Dragon
- 2002: Waking Up in Reno
- 2003: One Last Dance
- 2003: 11:14
- 2004: Quatermain und der Schatz des König Salomon (King Solomon’s Mines)
- 2004: George und das Ei des Drachen (George and the Dragon)
- 2004: Whoopi (Fernsehserie, Folge 1x15)
- 2004: Dirty Dancing 2 (Dirty Dancing 2: Havana Nights)
- 2005: Mord im Pfarrhaus (Keeping Mum)
- 2005: Frederick Forsyth: Das schwarze Manifest (Icon, Fernsehfilm)
- 2007: Chaos unterm Weihnachtsbaum (Christmas in Wonderland)
- 2008: Jump!
- 2009: The Beast (Fernsehserie, 13 Folgen)
- 2009: Powder Blue

## Diskografie
Singles
- 1987: She’s Like the Wind (feat. Wendy Fraser)
- 1989: Next of kin (Filmmusik von Patrick Swayze)
- 1989: Raising Heaven (Roadhouse Soundtrack)
- 1989: Cliff’s Edge (Roadhouse Soundtrack)
- 2003: When You Dance (Soundtrack „One Last Dance“)
- 2003: Finding My Way Back (Soundtrack „One Last Dance“)

## Auszeichnungen
In der Kategorie Bester Schauspieler Comedy/Musical wurde Swayze dreimal für den Golden Globe nominiert (1988 für Dirty Dancing, 1991 für Ghost – Nachricht von Sam, 1996 für To Wong Foo, thanks for Everything, Julie Newmar).
Der einzige Filmpreis, den er erhielt, war der Aftonbladets TV-pris der gleichnamigen schwedischen Tageszeitung (1988).
Im Jahr 1991 erhielt er vom US-amerikanischen People Magazine die Auszeichnung „Sexiest Man Alive“.
An Patrick Swayze erinnert außerdem ein Stern auf dem Hollywood Walk of Fame (7018 Hollywood Blvd.).